# Investiční nemovitost
Investiční nemovitost je nemovitý majetek, který je používán k investičním účelům. Investiční nemovitost lze pořizovat za účelem krátkodobé i dlouhodobé investice, rovněž lze nemovitosti pořizovat za účelem spekulace na růst ceny.[chybí lepší zdroj]
Investice do nemovitostí je považována za relativně stabilní formu zhodnocení finančních prostředků, často s nižší mírou rizika a možností pravidelného příjmu z pronájmu.

## Časový horizont investování do nemovitostí

### Spekulace
Nemovitost pořízená za účelem spekulace může být libovolná nemovitost, o níž kupující předpokládá, že její cena v blízké době poroste. Časový horizont takové investice je poměrně krátký, nejčastěji 1–3 roky.

### Krátkodobá investice
Nemovitost pořizovaná jako krátkodobá investice je nejčastěji nemovitost, pořízená za účelem pronájmu a využívá již výhod předpokládaného růstu ceny. Nemovitosti pořízené za účelem krátkodobé investice počítají nejčastěji s investičním horizontem 5–10 let.

### Dlouhodobá investice
Horizont dlouhodobé investice do nemovitostí je 10 a více let, tyto investice využívají výhody zhodnocení majetku v čase a rovněž mohou být oblíbené z hlediska možných zisků a pasivního příjmu z pronájmu.[chybí lepší zdroj]

## Růst cen nemovitostí
Ceny nemovitostí v České republice v dlouhodobém horizontu stabilně rostou. Průměrný roční růst cen je udáván kolem 7 %. Podle údajů Českého statistického úřadu se ceny bytových nemovitostí v České republice mezi lety 1998 a 2019 zvýšily více než čtyřnásobně.
V roce 2008 došlo k výraznému poklesu cen nemovitostí v důsledku ekonomické krize. Podle údajů Českého statistického úřadu ceny bytů a rodinných domů v Česku od roku 2008 do roku 2012 klesly o 9,1 %.
Investiční nemovitosti vykazují značné regionální rozdíly. Nejvyšší ceny nemovitostí jsou dlouhodobě v Praze, následované Brnem a dalšími krajskými městy, jako je Plzeň.

## Rizika investic do nemovitostí
Nemovitosti se svými rizikovými a výnosovými charakteristikami liší od akcií a dluhopisů. Nemovitosti vykazují typicky nižší riziko a nižší výnos než akcie a vyšší riziko a vyšší výnos než státní dluhopisy.[chybí lepší zdroj] Ale i v rámci jedné kategorie, jako jsou poměrně široce definované nemovitostí, existují různé poměry rizika a výnosu (např. developerské projekty vs. rezidenční nemovitosti).
Mezi další rizika a nevýhody patří vysoké pořizovací náklady, péče o nemovitost, údržba a správa. Případně skryté vady, na které kupující investor odhalí až po koupi.[zdroj?]

## Výnosnost investiční nemovitosti
Výnosnost investičních nemovitostí závisí na růstu jejich hodnoty a stabilitě nájemního trhu. Některé regiony nabízejí vyšší výnosy díky dostupnějším cenám nákupu nemovitostí a relativně vysokým nájmům.